# 管状小头蛇
管状小头蛇（学名：Oligodon cyclurus）为游蛇科小头蛇属的爬行动物。分布于印度、缅甸、泰国、越南、孟加拉国、马来西亚以及中国大陆的云南等地，多栖息于海拔650-1275m的山区。其生存的海拔范围为650至1275米。